# Aiphanes macroloba
Aiphanes macroloba là loài thực vật có hoa thuộc họ Arecaceae. Loài này được Burret mô tả khoa học đầu tiên năm 1932.